# Stora Kåtaskär
Stora Kåtaskär är en ö i Finland.   Den ligger i den ekonomiska regionen  Vasa  och landskapet Österbotten, i den västra delen av landet, 400 km norr om huvudstaden Helsingfors. Arean är 0,18 kvadratkilometer.
Terrängen på Stora Kåtaskär är mycket platt. Den sträcker sig 0,6 kilometer i nord-sydlig riktning, och 0,7 kilometer i öst-västlig riktning.